# Аванесов, Николай Герасимович
Никола́й Гера́симович Аване́сов (? — 29 января 1923, Барнаул) — участник Гражданской войны, борец за Советскую власть, секретарь барнаульского горрайкома РКП(б).

## Биография
Точная дата и место рождения не установлены. В годы Гражданской войны был комиссаром красноармейского батальона на Южном фронте, участвовал в разгроме Врангеля. С 1921 года — комиссар батальона ЧОН в Самаре. Принимал участие в борьбе с «политическим бандитизмом» (мятежами крестьян, недовольных продразвёрсткой). Перед демобилизацией служил в Москве, избирался председателем бюро объединённого комитета партийных ячеек части, возглавлял правление красноармейского клуба, избирался депутатом Моссовета.
После демобилизации направлен в распоряжение Алтайского губкома РКП(б). В мае 1922 г. работал заведующим отделом агитации и пропаганды Барнаульского горрайкома РКП(б), вскоре избран секретарём горрайкома. 29 января 1923 года убит в своей квартире при невыясненных обстоятельствах.
Похоронен в братской могиле (мемориале) на Ленинском проспекте Барнаула.

## Память
Его имя носит улица в Барнауле.